# Municipio de Nevéstino
El municipio de Nevéstino (en búlgaro: Община Невестино) es un municipio búlgaro perteneciente a la provincia de Kiustendil.
En 2011 tiene 2821 habitantes, de los cuales el 98,05% son étnicamente búlgaros. La capital es Nevéstino, donde vive la quinta parte de la población del municipio.
Se ubica en un área rural del centro-oeste de la provincia y su término municipal limita por el sur con Macedonia del Norte.

## Pueblos
Comprende los siguientes pueblos:
| - Chekánets - Chetirtsi - Dlájchevo-Sabliar - Dolna Kóznitsa - Drumojar - Eremía - Ilía - Kádrovitsa - Líliach - Marvodol - Nedélkova Grashtitsa - Nevéstino (capital municipal) | - Pastuj - Pelatíkovo - Rákovo - Rashka Grashtitsa - Smolíchano - Stradálovo - Tishánovo - Tsarvaritsa - Váksevo - Vetren - Zgúrovo |